# Francisco Sánchez Luna
Pour les articles homonymes, voir Francisco Sánchez et Sánchez.
Francisco Sánchez Luna dit Kiko Sánchez, né le 19 septembre 1965 à Alicante, est un skipper espagnol.
Il participe aux Jeux olympiques d'été de 1988, 1992 et 1996 en concourant dans les épreuves du dériveur double 470. En 1988, il termine à la quatrième place. En 1992, à domicile, il remporte le titre olympique avec son coéquipier Jordi Calafat. En 1996, à Atlanta, il termine à la neuvième place.

## Palmarès

### Jeux olympiques
- Jeux olympiques de 1992 à Barcelone,  Espagne
  -  Médaille d'or.